# Ачесон, Элис
Элис Стэнли Ачесон (англ. Alice Stanley Acheson, 12 августа 1895[…], Шарлевой, Мичиган — 20 января 1996, Вашингтон) — американская художница и гравёр.

## Биография
Родилась в городе Шарлевуа, штат Мичиган, в семье художницы Джейн С. Стэнли, приходилась внучкой Джону Миксу Стэнли; её отец Луи был юристом. Выросла в Детройте. Она изучала искусство в колледже Уэллсли, где среди её одноклассников была сестра Дина Ачесона, который вскоре стал её мужем. Вместе с мужем переехала в Вашингтон, округ Колумбия, брала уроки в Школе Музея изящных искусств в Бостоне, Школе искусств Коркоран. С 1919 году она выставлялась вместе с Обществом Вашингтонских художников, от которого она получила почетную награду в 1940; она также была активным членом Вашингтонского клуба акварели, Гильдии художников Вашингтона и Национальной ассоциации женщин-художников . Во время Второй мировой войны она преподавала живопись и рисунок раненым военнослужащим в Форест Глен Армейского медицинского центра Уолтера Рида. Вновь вернулась к живописи, когда её мужа назначили госсекретарем США. У Ачисон было трое детей, каждый из которых пережил её, а также шестеро внуков и шестеро правнуков. Она также была известна своей страстью к Scrabble. В 85 лет отругала подростка-грабителя, который пытался её ограбить. Ачесон умерла в своем доме в Вашингтоне и была похоронена на кладбище Оук-Хилл вместе со своим мужем.

## Работы
В течение своей долгой карьеры Ачесон работала пастелью, акварелью и маслом, переходя от реалистического стиля к абстракции. Четыре её работы находятся в коллекции Музея Хиршхорна и Сада скульптур; в их числе натюрморт, датированный 1956 годом; недатированный пейзаж маслом; акварельный вид Пномпеня 1975 года и коллаж 1970 года под названием «Город». Две недатированные акварели принадлежат Смитсоновскому музею американского искусства. 
.

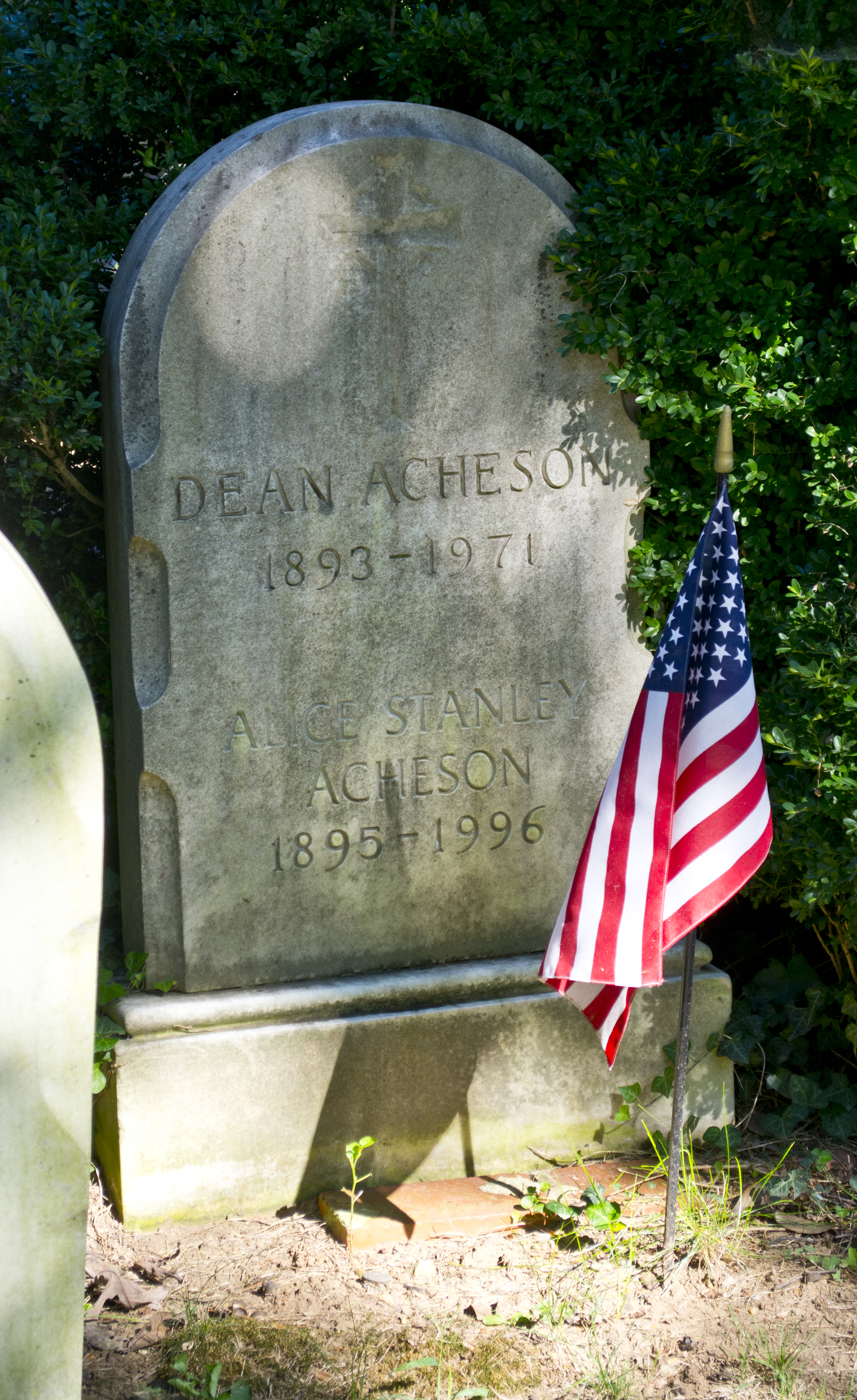
Могила Элис Ачесон на кладбище Оук-Хилл.

Другие произведения принадлежат Коллекции Филлипса, Национальному музею женского искусства и Президентской библиотеке и музею Гарри С. Трумэна. Её работы ранее находились в коллекции Художественной галереи Коркоран, а также в Американском университете и в коллекции Барнетт-Адена. Некоторые документы можно найти вместе с личными документами её мужа в библиотеке Йельского университета. Она также фигурирует в некоторых материалах, хранящихся среди официальных бумаг её мужа в Президентской библиотеке и музее Гарри С. Трумэна. Картины и другие биографические данные можно найти на сайте Simonis & Buunk.